# Gat i Gos
Gat i Gos (títol original anglès: CatDog) és una sèrie de dibuixos animats procedent dels Estats Units. Els protagonistes d'aquesta sèrie són dos germans siamesos molt diferents. Són un gat i un gos que estan units per l'abdomen.
El creador va ser Peter Hannan i va ser emesa per Nickelodeon. El primer capítol va ser emès el 4 d'abril el 1998, i l'últim el 15 de juny del 2005. La sèrie té quatre temporades que fan un total de 68 episodis de 30 minuts cadascun.
La sèrie ha estat doblada al català i s'ha emès al K3 i al Canal Super3.

## Argument
En aquesta sèrie podem veure les aventures de gat i gos, un híbrid entre un gat i un gos. Tot i ser germans tenen caràcters molt diferents. El gat és molt més educat, polit i refinat. També s'interessa molt pels béns materials i pels diners. En canvi, el gos té uns gustos molt més salvatges que acostumen a fer que el gos faci alguna cosa perillosa o perjudicial per als dos.
Al fet de ser tan diferents, podrem trobar moltes aventures i històries diferents en cada capítol. A més a més, també hi ha molts altres personatges com el seu veí Winslow, que és un petit ratolí blau, o un grup de tres gossos que en moltes ocasions es dediquen a molestar al gat i gos.

## Personatges

### Gos
Aquest germà es caracteritza per ser el més mogut i impulsiu. Normalment, acostuma a ser qui els posa en problemes gràcies al fet que no pensa les coses i es creu tot el que li diuen. També és molt ambiciós amb el que es proposa o amb el que el gat li proposa, ja que no es rendeix i farà tot el que pugui per aconseguir-ho. A més a més, és molt fàcil de distreure's per moltes coses, però sobretot es distreu pels camions que passen pel costat de casa seva. També li agraden tant els ossos que la seva meitat de la casa és com un os. Finalment, sempre defensa el gat encara que ell el posi en algun embolic.

### Gat
El gat és el germà més sensat i intel·ligent dels dos. Es caracteritza per tenir uns gustos més refinats com per exemple anar a museus, l'art o la literatura. També li agraden tant els peixos que fins i tot la seva part de la casa és un peix. Tot i ser el més intel·ligent dels dos molts cops perd els nervis o es queda atemorit davant de situacions en què el gos els ha posat, ja que ell és qui ha de suportar les conseqüències. Una de les coses que fa que siguin tan diferents és que el gat és un fanàtic de la neteja, tot el contrari que el gos que és molt més brut. Això fa que molts cops el gat s'enfadi amb ell.

### Altres personatges

#### Winslow
És un petit ratolí blau que es caracteritza per tenir un gran nas humà. Aquest ratolí viu amb el gat i gos, tot i que molts cops ell provoca que s'enfadin. En moltes ocasions proposa plans contra el gat, per així provocar que els dos germans s'enfadin entre ells.

#### Els Carronya
Són una banda de gossos que es dediquen a abusar dels altres animals que viuen a la ciutat. En la sèrie es dediquen a molestar al gat i gos. Aquest grup està format per tres integrants:

##### Cliff
És el cap del grup. Això fa que sigui el membre que provoca més por i ms respecte cap als altres habitants de la ciutat, tot i que en el fons té un costat sensible.

##### Catrina
És l'únic component del grup que és una noia, tot i tenir un comportament molt dur. Catrina està enamorada del gos, per això en moltes ocasions el gat és l'únic que surt perjudicat quan es troben amb els carronyes.

##### Lube
Ell és el menys intel·ligent del grup, ja que en moltes ocasions no sap que ha de fer. Això fa que acostumin a riure's d'ell.

#### Eddie
Ell un petit esquirol que aspira a convertir-se en membre dels carronya, per això ell intenta vestir com ells o actuar com ells. A més a més sempre que pot intenta entrar a la banda.

#### Ranci
Ell és un conill verd que odia al gat i gos. Per això en moltes ocasions els intenta empipar o directament intenta desfer-se d'ells.

#### Lola Caricola
És una petita voltor mexicana que des de la temporada tres és la veïna del gat i gos.

## Repartiment de veus
| Personatge    | Veu en anglès    | Veu en català      |
| ------------- | ---------------- | ------------------ |
| Gat           | Jim Cummings     | Francesc Figuerola |
| Gos           | Tom Keny         | Jaume Villanueva   |
| Winslow       | Carlos Alazraqui | Hernan Fernández   |
| Conill Rancid | Billy West       | Gal Soler          |
| Cliff         | Tom Keny         | Ramon Llenas       |
| Catrina       | Maria Bamford    | Maria Josep Guasch |
| Lube          | Carlos Alazraqui |                    |
| Lola Caricola | Nina Futtersman  | Maria Josep Guasch |
| Narrador      | Peter Hannan     |                    |

## Episodis[4]
| Temporades | Episodis | Inici            | Final           |
| ---------- | -------- | ---------------- | --------------- |
| 1          | 20       | 4 abril 1998     | 29 octubre 1998 |
| 2          | 20       | 15 febrer 1999   | 16 març 1999    |
| 3          | 20       | 9 octubre 1999   | 18 maig 2000    |
| 4          | 8        | 25 novembre 2001 | 15 juny 2005    |

## Producció
La seriè original va ser emesa per Nickelodeon als Estats Units. Va ser creada per Peter Hannan. L'idioma original era l'anglès tot i que després es van fer traduccions a molts d'altres. Va ser emesa per primer cop el 4 d'abril del 1998 i l'últim capítol es va emetre el 15 de juny del 2005. Les productores que van participar van ser Peter Hannan Productions, Nikelodeon Animation Studios i Wachview Studios. Va ser distribuïda per Paramount Televison i MTV Nerworks International.